# Tavadi

Tavadi por Niko Pirosmani

Tavadi (em georgiano: თავადი, "príncipe", lit. "cabeça/chefe" [homem], do georgiano tavi (თავი), "cabeça", com o prefixo do agente -di) foi um título feudal da Geórgia aplicado pela primeira vez na Baixa Idade Média, e que geralmente é traduzido para o português como príncipe ou menos comumente duque. Foi designado para príncipes dinásticos que eram chefes de famílias, sendo aparentado com o metavari, que tinha uma posição mais elevada. Os tavadis foram subordinados e vassalos dos reis, rainhas, metavaris e batonichvilis, mas tinham imunidades administrativas, judiciais e fiscais em seus domínios e tinham suas próprias forças militares. A mais inferior classe feudal georgiana, os azenauris, eram seus subordinados.